# Cyjanamid wapnia
Cyjanamidek wapnia (lub cyjanamid wapnia), CaCN2 – organiczny związek chemiczny, sól wapniowa cyjanamidu. Dianion [N=C=N]2− ma budowę liniową i jest izoelektronowy z O=C=O.
Cyjanamid wapnia jest bezbarwnym proszkiem (produkt techniczny ma zabarwienie szare lub czarne), rozkładającym się powoli pod wpływem wody. Powoduje opadanie liści, kwiatów i owoców drzew oraz innej roślinności.
Cyjanamid wapniowy otrzymywany poprzez prażenie w temperaturze około 1100 °C karbidu (węgliku wapnia) z azotem cząsteczkowym:
CaC2 + N2 {\displaystyle \to } CaCN2 + C
Przed opracowaniem wydajnych metod produkcji saletry amonowej na skalę przemysłową był stosowany jako nawóz sztuczny o nazwie azotniak. Od lat 60. XX w. nie jest stosowany w Polsce. Zawiera około 20% azotu. Jako nawóz był koloru czarnego, zabarwiony pozostałościami węgla z procesów produkcyjnych. Ze względu na toksyczne działanie na rośliny i kiełkujące nasiona stosowany był tylko przedsiewnie. Azotniak jest nawozem fizjologicznie zasadowym.
Stosuje się go także do utwardzania stali w procesie obróbki cieplno-chemicznej zwanym cyjanowaniem, które jest jednocześnie azotowaniem i nawęglaniem stali.
Jest toksyczny dla ludzi i zwierząt. Objawy zatrucia: silne zabarwienie skóry twarzy na kolor sinoczerwony, bóle i zawroty głowy, uczucie zimna i gorąca oraz ogólne osłabienie. Objawy ustępują po 1–2 dniach. Zatrucia nie są zazwyczaj śmiertelne. Cyjanamid wapnia działa również drażniąco na skórę.
Był stosowany przez lotnictwo amerykańskie podczas wojny wietnamskiej.